# インテグラル (ソフトウェア開発企業)
株式会社インテグラル（英: INTEGRAL CORPORATION）は、日本の茨城県つくば市に本社を置くソフトウェア開発企業。
建築分野向けのソフトウェア「住宅性能診断士 ホームズ君」シリーズの開発・販売などを行っている。

## 概要
- 一級建築士である柳澤泰男により、1986年に創業された。
- 1988年に「インテグラルCAD」を発表。1991年には、「耐震診断」（MS-DOS）を発売した。1995年の阪神・淡路大震災をきっかけに住宅の耐震化への関心が高まる中、1998年に「耐震診断・偏心率」（MS-Windows）を発売。さらに1999年、施主向けのツールである「マイホーム耐震診断」を無料配布した。
- 2000年、木造住宅の耐震化と省エネを促進するソフトウェアとして、住宅性能診断士「ホームズ君」シリーズを発売。既存住宅の耐震診断、新築住宅の耐震検討、省エネ検討、品確法で制定された各種性能のチェック、建築基準法の確認申請に求められる添付図書や住宅性能評価の申請図書の作成といった機能を盛り込んだ。
- 2004年、最新の耐震診断基準に基づく耐震診断・補強設計が⾏えるソフトとして、住宅性能診断士「ホームズ君 耐震診断Pro」を発売。その後2006年、「ホームズ君 耐震診断Pro」は（⼀財）⽇本建築防災協会『⽊造住宅耐震診断プログラム評価』を取得した。
- 2005年、施主向けに「マイホーム耐震診断」を提供開始。
- 2007年、能登半島地震による建物倒壊の状況を分析するため、現地調査を実施。「能登半島地震倒壊分析マップ」として無料でインターネット上に公開した。また同年、「ホームズ君」のユーザーや建築設計技術者を対象とする会員組織「ホームズ君 耐震フォーラム」を設立。
- 2009年、会員組織「ホームズ君 耐震フォーラム」を拡大し、「ホームズ君 すまいの安⼼フォーラム」を設立。
- 2010年、⽊造軸組住宅の構造計算を行えるソフトウェアとして、「ホームズ君 構造EX 許容応⼒度計算オプション」 を発売。さらに同年、室温変化に基づく省エネ性能診断を行うソフトウェア「省エネ計測診断システム」をリリースした。
- 2011年9月、茨城県つくば市研究学園駅前の公園脇に木造3階建ての新社屋が完成。自社のソフトウェア「ホームズ君 構造EX」の許容応⼒度計算オプションを活用して耐震性を確保するとともに、⾃然⾵・⾃然光を最⼤限に利⽤し、太陽光パネルを設置するなど省エネルギー性に優れた木造オフィスを実現した。隣接の公園との調和をコンセプトに掲げた環境共生型オフィスとなっている。
- 2012年、省エネかつ健康的な住まい環境を実現するためのモニタリングシステム、「スマートワトソン君」を発売。
- 2016年、熊本地震の現地調査を行い、「熊本地震調査報告ならびに倒壊分析マップレポート」を公開。また同年、住宅の省エネルギー性能の計算・評価が⾏える「ホームズ君 パッシブ設計オプション」を発売。
- 2017年、家を建てる⼀般の方向けの⽇当りシミュレーション用ソフト「⽇当り君」の無料提供を開始。同年、「ホームズ君 構造EX wallstatオプション」の提供開始。
- 2018年、学生向けに「ホームズ君」アカデミック版の提供を開始。同年、直感的な操作でパース作成ができる「ホームズ君 すまいのかんたんプレゼン」を発売。
- 2020年、「ホームズ君 構造EX」の新機能として「構造3Dビューア」の提供を開始。
- 2021年10月、会社創立35周年を機に新しいコーポレートコピー（「知を分かち合い未来へつなぐ。自然とともに、人とともに。」）を制定した。

## 沿革
- 1986年10月 - 株式会社インテグラル設立。
- 2005年10月 – 関連会社である株式会社インテグラルテクノロジーを設立。
- 2011年9月 – 茨城県つくば市に木造の新社屋を建設。

## 主な製品・サービス
ソフトウェア
- 住宅性能診断士「ホームズ君」シリーズ
  - 構造EX
    - 許容応力度計算（構造EXのオプション）
    - wallstat連携（構造EXのオプション）

  - 耐震診断Pro
  - 省エネ診断エキスパート
    - パッシブ設計（省エネ診断エキスパートのオプション）

  - すまいのかんたんプレゼン
  - あっと簡単見積
  - 動線プランナー
  - 日当り君

住宅性能診断サービス
- スマートワトソン君
- 省エネ計測診断システム
- 筋かいセンサー
- 常時微動計測システム

運営しているウェブサイト
- 住宅性能診断士 ホームズ君.com
- ホームズ君すまいの安心フォーラム

## 関連会社
- 株式会社インテグラルテクノロジー

## 所属団体
- 一般社団法人 日本木造住宅産業協会
- 一般社団法人 住宅履歴情報蓄積・活用推進協議会
- 一般財団法人 2020年を見据えた住宅の高断熱化技術開発委員会
- 一般社団法人 中大規模木造プレカット技術協会
- 特定非営利活動法人 シーデクセマ評議会
- 木造住宅接合金物協会
- 木質構造研究会
- 自立循環型住宅委員会
- 一般社団法人 耐震性能見える化協会
- 一般社団法人 住宅医協会